# Słowo maszynowe
Słowo maszynowe, w skrócie słowo – podstawowa porcja informacji, na której operuje system komputerowy. Słowo, w przypadku maszyn operujących na arytmetyce binarnej, złożone jest z odgórnie określonej liczby bitów, którą nazywa się długością lub szerokością słowa i najczęściej jest potęgą liczby 2. Zazwyczaj długość słowa w danej architekturze komputera determinuje rozmiar szyny danych oraz rejestrów procesora.
W przypadku systemów operujących na arytmetyce innej niż binarna zamiast bitów występują inne, charakterystyczne dla danej maszyny, atomowe jednostki informacji, na przykład w komputerach operujących na arytmetyce trójkowej słowa zbudowane są z tritów.
W przypadku komputerów osobistych, w zależności od ich architektury, dla procesora słowem jest 16-bitowy (2-bajtowy), 32-bitowy (4-bajtowy) lub 64-bitowy (8-bajtowy) element danych.

## Słowa wielokrotne
Słowo podwójne lub dwusłowo (dword – ang. double word) to ilość informacji równa dwóm słowom. Słowo poczwórne (qword – ang. quadword, quadruple word) to ilość informacji równa czterem słowom. Istnieją dwa, aczkolwiek mało popularne, angielskie terminy na określenie słowa ośmiokrotnego: dqword – ang. double quadruple word oraz oword – ang. octuple word.

## Problem znaczeniowy
W odniesieniu do maszyn opartych na architekturze x86, terminy słowo podwójne i słowo poczwórne mogą być mylące. W architekturze tej długość słowa maszynowego wynosi 16 bitów, ale z biegiem lat architekturę tę rozszerzano o IA-32 oraz x86-64, gdzie są one architekturami odpowiednio 32- i 64-bitowymi. W tym przypadku pojęcia dwusłowo i słowie poczwórne zazwyczaj nadal mają znaczenie porcji cztero- i ośmiobajtowej, czyli tak jakby była to wciąż architektura 16-bitowa. Ze względu na globalną powszechność tej architektury pojęcie słowo jest mylnie utożsamiane z 16-bitowym elementem danych.

## Przykład
Przykładowe słowo:
```
00110101 11110010
```

ma szerokość 16 bitów, czyli 2 bajtów, więc jest to słowo 16-bitowe albo 2-bajtowe. W takiej postaci jest przechowywane w pamięci, choć kolejność bajtów (bitów również) słowa w pamięci może być różna. W celu ułatwienia odczytu przez człowieka, słowa zapisuje się zwykle w szesnastkowym systemie liczbowym:
```
35F2
```

a dwa bajty, które wchodzą w jego skład, to 35 i F2.